# Vây lấn
Vây lấn là chiến thuật tấn công quân đối phương đang trong tình trạng phòng ngự bằng cách bao vây hệ thống công sự của đối phương, lấn chiếm từng bước, làm suy yếu quân đối phương sau đó tiến tới tấn công tổng lực để tiêu diệt. Quân đội sẽ được chia thành nhiều nhóm tác chiến, trong đó nhóm tấn công tiến hành bao vây, nhóm khác sẽ đề phòng viện binh đối phương đến giải vây. Lực lượng bao vây sẽ đánh lấn dần, khép chặt vòng vây.
Vây lấn được sử dụng trong tác chiến ở cả cấp chiến thuật và cấp chiến dịch.
Trong Quân đội nhân dân Việt Nam, chiến thuật Vây lấn được xem là ra đời từ trong Chiến dịch Điện Biên Phủ.

## Lịch sử
Một số chiến tranh, trận đánh trong lịch sử được mô tả sử dụng hình thức vây lấn:
- Trận Manila, năm 1945.
- Chiến dịch Điện Biên Phủ, năm 1954.
- Trận Ia Đrăng, năm 1965.
- Chiến dịch Đường 9 - Khe Sanh, năm 1968.
- Chiến dịch Lam Sơn 719, năm 1971.
- Mặt trận Tây Nguyên và Bắc Bình Định, năm 1972.
- Chiến dịch Nguyễn Huệ, 1972-1973.